# Zakije
Zakije (Zakij, Zakie biał. Закій, ros. Закий) – wieś na Białorusi w rejonie brzeskim obwodu brzeskiego, w sielsowiecie Muchawiec. W pobliżu wsi przepływa rzeczka Kamionka (Каменка, Kamienka), dopływ Muchawca.
Miejscowość położona 20 km na południowy wschód od centrum Brześcia i 3 km na północny wschód od Kamienicy Żyrowieckiej.

## Historia
W XIX w. wieś Zakie znajdowała się w gminie Kamienica Żyrowiecka w powiecie brzeskim guberni grodzieńskiej. 
W okresie międzywojennym wieś Zakije należała do gminy Kamienica Żyrowiecka w powiecie brzeskim województwa poleskiego. Według spisu powszechnego z 1921 r. była to wieś licząca 36 domów. Mieszkało tu 165 osób: 80 mężczyzn i 85 kobiet; 163 prawosławnych i 2 rzymskich katolików. 117 mieszkańców deklarowało narodowość polską, 43 białoruską, a 5 inną.
Po II wojnie światowej wieś Zakij znalazła się w granicach ZSRR i od 1991 r. w niepodległej Białorusi.